# Església parroquial de Sant Jaume Apòstol (Albatera)
L'església parroquial de Sant Jaume Apòstol és un edifici històric de la localitat d'Albatera (Baix Segura, País Valencià). Data de principis del segle xviii i s'ubica al centre de la població. Té categoria de Bé de Rellevància Local amb el codi 03.34.005-001.
D'estil barroc llevantí, la construcció es va concloure l'any 1729. És obra de l'arquitecte Miquel de Francia Guillén, a encàrrec de Gaspar de Rocafull i Boïl, primer comte d'Albatera. La portada, per la seua banda, és obra dels escultors Tomàs i Martínez, de data posterior, entre 1753 i 1755, per la qual cosa ja intueix notes del rococó francès.
El temple és un dels edificis centrals d'Albatera, i ocupa una illa de cases en el nucli urbà, en la denominada plaça de l'església. Consta d'una sola nau, amb quatre capelles a cada costat, entre contraforts. Té planta de creu llatina i sobresurt una caúpula sobre petxines amb tambor, que il·luminen el creuer. A les capelles laterals hi ha finestres en les llunetes. Compta amb una planta en semisoterrani, on s'hi troba, entre d'altres espais, la cripta.

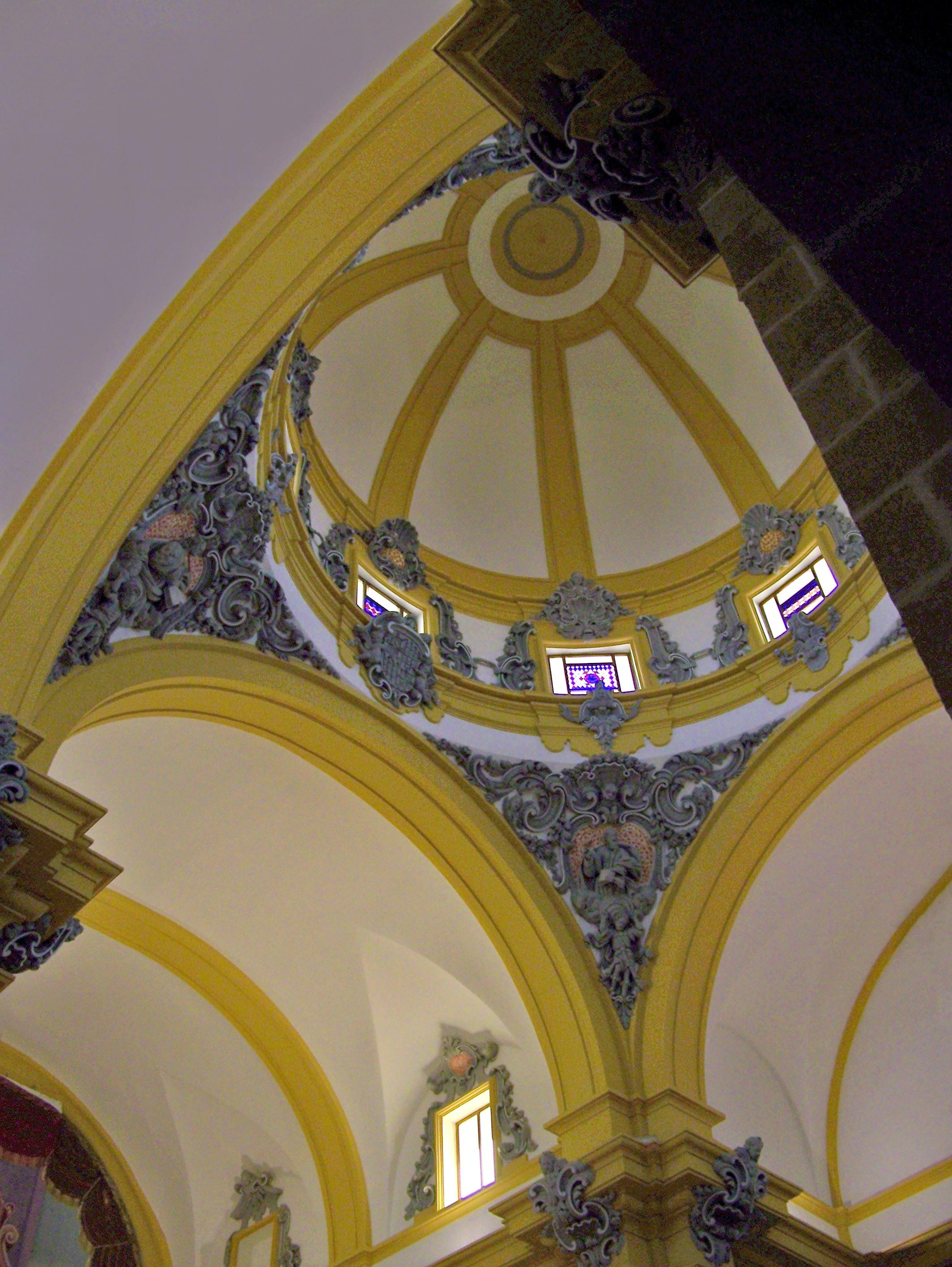
Cúpula, vista interior

Pel que fa a la decoració, s'hi alterna la pedra vista en dovelles i pilastres, amb els tons ocres en paraments. El presbiteri té dues torres de rajola, de planta quadrada, mentre que la portada presenta dos cossos.
El retaule de l'altar major original estava fet en fusta i reproduïa dos conjunts de parells de columnes llises de capitell compost, en el que s'emmarcavaen el sagrari i l'escultura de Sant Jaume Apòstol, patró de la vila. A la part superior hi ha una pintura de la Santíssima Trinitat dels segle xviii.